# Conomor (conde)
Conomor o Comor fue un conde bretón de la Edad Media, lugarteniente del rey franco Childeberto I.

## Biografía
Habría obtenido la confianza de Childeberto I a instancias de la esposa de este, la reina Ultrogoda. Tradicionalmente se le atribuye una gran crueldad. La leyenda sostiene que se habría casado sucesivas veces y apuñalado a sus mujeres al descubrir que estaban embarazadas, una de estas esposas, la más famosa, santa Trifina.
Conomor asesinó a Jonás, rey de Bretaña, por lo que perdió el favor de Childeberto, que apoyó a Judual, el hijo de Jonás. Judual finalmente venció a Conomor, que resultó muerto.
Según la leyenda de san Tremeur, este fue el hijo de Conomor y Trifina, y sobrevivió a la decapitación de su madre cuando ella estaba embarazada de él, pero después, ya crecido, fue finalmente muerto por Conomor, que lo encontró un día en el campo solo, lo reconoció y le cortó la cabeza.
Según la leyenda de san Leonorio, este fue un obispo de Bretaña que dio refugio a Judual en su monasterio. Conomor ofendió al obispo dándole una bofetada y por eso fue castigado por Judual, según otra versión de la misma historia, tras la bofetada, Conomor, enfurecido salió a todo galope en su caballo, este se desbarrancó y su jinete quedó tan maltrecho que acabó muriendo en medio de terribles dolores.